# Cot Seuneugoh Mamplam
Cot Seuneugoh Mamplam är ett berg i Indonesien.   Det ligger i provinsen Aceh, i den västra delen av landet, 1 800 km nordväst om huvudstaden Jakarta. Toppen på Cot Seuneugoh Mamplam är 381 meter över havet.
Terrängen runt Cot Seuneugoh Mamplam är huvudsakligen kuperad, men norrut är den platt. Havet är nära Cot Seuneugoh Mamplam åt nordost.Runt Cot Seuneugoh Mamplam är det ganska glesbefolkat, med 22 invånare per kvadratkilometer. Närmaste större samhälle är Banda Aceh, 17,1 km väster om Cot Seuneugoh Mamplam. Omgivningarna runt Cot Seuneugoh Mamplam är en mosaik av jordbruksmark och naturlig växtlighet.